# Rjúpnafell (kulle i Island, Västfjordarna, lat 65,51, long -22,19)
Rjúpnafell är en kulle i republiken Island. Den ligger i regionen Västfjordarna, 150 km norr om huvudstaden Reykjavík. Toppen på Rjúpnafell är 487 meter över havet.
Närmaste större samhälle är Reykhólar, nära Rjúpnafell. Trakten runt Rjúpnafell består i huvudsak av gräsmarker.